# Pyrgini
Pyrgini este un trib care conține specii de fluturi din familia Hesperiidae. Conține 22 de genuri și este tribul-tip al subfamiliei Pyrginae.

## Genuri
| - Anisochoria - Antigonus - Carrhenes - Celotes - Clito - Cornuphallus - Diaeus - Eracon | - Heliopetes - Heliopyrgus - Onenses - Paches - Plumbago - Pseudodrephalys - Pyrgus | - Spioniades - Systasea - Timochreon - Trina - Xenophanes - Zobera - Zopyrion |